# Iodophénol
Un iodophénol est un composé aromatique constitué d'un cycle benzénique substitué par un groupe hydroxyle (phénol) et par un ou plusieurs atomes d'iode (iodobenzène).

## Liste des iodophénols
Il existe au total 19 iodophénols, divisés en cinq groupes, selon le nombre d'atomes d'iode attachés au cycle benzénique :
- Monoiodophénol
  - 2-Iodophénol
  - 3-Iodophénol
  - 4-Iodophénol
- Diiodophénol
  - 2,3-Diiodophénol
  - 2,4-Diiodophénol
  - 2,5-Diiodophénol
  - 2,6-Diiodophénol
  - 3,4-Diiodophénol
  - 3,5-Diiodophénol
- Triiodophénol
  - 2,3,4-Triiodophénol
  - 2,3,5-Triiodophénol
  - 2,3,6-Triiodophénol
  - 2,4,5-Triiodophénol
  - 2,4,6-Triiodophénol
  - 3,4,5-Triiodophénol
- Tétraiodophénol
  - 2,3,4,5-Tétraiodophénol
  - 2,3,4,6-Tétraiodophénol
  - 2,3,5,6-Tétraiodophénol
- Pentaiodophénol